# جان کاربوت
جان کاربوت (انگلیسی: John Carbutt; ۱۸۳۲ – ۱۹۰۵) یک پیشگام در عکاسی، ناشر کارت استریو و کارآفرین عکاسی بود. او اولین کسی بود که از سلولوئید برای فیلم عکاسی استفاده کرد و نگاتیوهای شیشه‌ای خشک را به بازار عرضه کرد. او در ۲ دسامبر ۱۸۳۲ در شفیلد، انگلستان به دنیا آمد. او در سال ۱۸۵۳ به شیکاگو نقل مکان کرد.
در سال ۱۸۶۶، به عنوان عکاس رسمی راه‌آهن یونیون پاسیفیک، مجموعه‌ای از کارت‌های استریوگرافی را با عنوان «گشت و گذار در جاده راه‌آهن تا صدمین نصف النهار» تولید کرد. این مجموعه جشن عبور از مرز بین غرب و شرق ایالات متحده را در اکتبر ۱۸۶۶ در هنگام ساخت اولین راه‌آهن بین‌قاره‌ای را به نمایش گذاشت.
کاربوت شرکت Keystone Dry Plate Works را در سال ۱۸۷۹تأسیس کرد و اولین کسی بود که ورقه‌های سلولوئید پوشیده شده با امولسیون عکاسی را برای ساخت فیلم سلولوئیدی در سال ۱۸۸۸ توسعه داد. کاربوت صفحات نازک را از یک بلوک سلولوئیدی سفت برش داد و سپس آنها را با یک امولسیون ژلاتین نقره پوشاند تا یک صفحه سلولوئید خشک ایجاد کند. در حدود سال ۱۸۹۰ او آنها را در عرض ۳۵ میلیمتر برای کینتوسکوپ ویلیام کندی دیکسون ساخت که استاندارد فیلم ۳۵ میلیمتری را برای دوربین‌های فیلمبرداری و دوربین‌های عکاسی تعیین کرد.